# Túnel Burdale
El túnel Burdale es un antiguo túnel ferroviario en el abandonado ferrocarril Malton and Driffield Junction (MDR) en Yorkshire del Norte, Inglaterra. La construcción del túnel comenzó en 1847, pero sufrió dificultades financieras y la construcción no se completó hasta 1853. La línea se cerró por completo cien años más tarde, en 1957, pero el público seguía utilizando el túnel, por lo que los portales fueron tapiados en 1961. Durante las décadas de 1970 y 1980 se produjeron derrumbes en el interior del túnel y en 2009 la restauración de la línea de pasajeros no pudo continuar debido a los daños.

## Historia y descripción

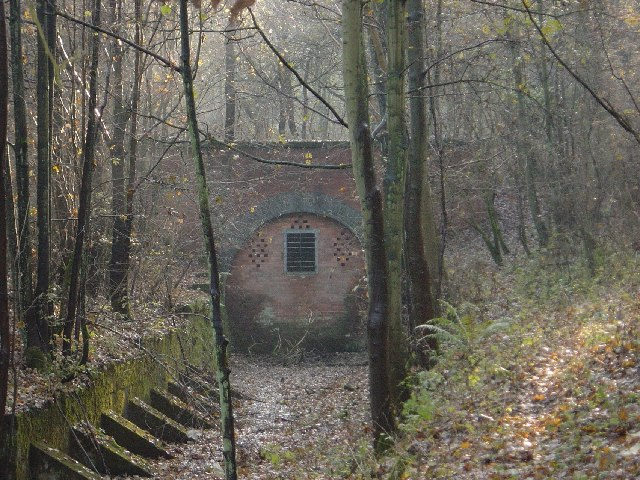
Portal Norte

El túnel Burdale se encuentra cerca del pueblo de Burdale, Yorkshire del Norte, Inglaterra, entre las antiguas estaciones de tren de Burdale y Wharram. Fue construido para llevar el ferrocarril a través de Wolds de Yorkshire. La construcción comenzó en 1847 con la excavación de siete pozos verticales, pero el túnel, que tenía 1747 yardas (1597,5 m) de longitud, no se completó hasta 1853, habiéndose visto interrumpido y ralentizado en ocasiones por falta de fondos. La falta de fondos llevó a que se propusieran longitudes alternativas, incluyendo un recorrido de 1606 yardas (1468,5 m) que habría supuesto un fuerte desnivel. Durante la construcción se construyeron bares ilegales y se produjeron disturbios en el alojamiento temporal de los peones cerca de la entrada norte del túnel.
La línea se cerró al tráfico de pasajeros en 1950 y se cerró por completo en 1958, y las vías se levantaron poco después. Sin embargo, el cierre no disuadió a los visitantes, por lo que los portales del túnel fueron tapiados en 1961. A finales de la década de 1970, se produjo un colapso justo al norte del segundo conducto de ventilación del túnel, aproximadamente a media milla de profundidad. Durante la década de 1980, el túnel se derrumbó aún más, bloqueando completamente una sección intermedia.

## Planes de restauración
En 2009, el Proyecto de Restauración del Ferrocarril de Yorkshire Wolds propuso que el ferrocarril podría reabrirse, aunque aún se desconoce el estado del túnel Burdale tras el colapso.